# Dế Mèn phiêu lưu ký
Dế Mèn phiêu lưu ký là tác phẩm văn xuôi đặc sắc và nổi tiếng nhất của nhà văn Tô Hoài viết về loài vật, dành cho lứa tuổi thiếu nhi. Ban đầu truyện có tên là Con dế mèn (chính là ba chương đầu của truyện) do Nhà xuất bản Tân Dân, Hà Nội phát hành năm 1941. Sau đó, được sự ủng hộ nhiệt tình của nhân dân, Tô Hoài viết thêm truyện Dế Mèn phiêu lưu ký (là bảy chương cuối của truyện). Năm 1955, ông mới gộp hai truyện vào với nhau để thành truyện Dế Mèn phiêu lưu ký như ngày nay. Truyện đã được đưa vào chương trình học lớp 6 học kỳ 1 môn Ngữ Văn (bộ sách Chân Trời Sáng Tạo và bộ Kết Nối Tri Thức Với Cuộc Sống của Nhà xuất bản Giáo dục Việt Nam) ở Việt Nam hiện nay.
Dế Mèn phiêu lưu ký có thể tạm dịch là "Ghi chép về cuộc đời trôi dạt của Dế Mèn" ("phiêu lưu" ở đây có nghĩa là "trôi dạt", không phải là "mạo hiểm" theo cách dùng từ của người Việt Nam).
Năm 2020, Nhà xuất bản Kim Đồng vừa cho ra mắt ấn bản đặc biệt Dế mèn phiêu lưu ký kỉ niệm 100 năm ngày sinh của nhà văn Tô Hoài (27/09/1920 - 27/09/2020) với hơn 100 bức tranh minh họa màu nước của họa sĩ trẻ Đậu Đũa.

## Nội dung
Truyện gồm 10 chương, kể về những cuộc phiêu lưu của Dế Mèn qua thế giới muôn màu muôn vẻ của những loài vật nhỏ bé.
- Chương 1 kể về bài học đường đời đầu tiên.
- Chương 2 tới chương 9 kể về những cuộc phiêu lưu của Mèn, cùng người bạn đường là Dế Trũi.
- Chương 10 kể về việc Mèn cùng Trũi về nhà và nghỉ ngơi, dự tính cuộc phiêu lưu mới.